# Abbaye Notre-Dame d'Altbronn
L'abbaye Notre-Dame d'Altbronn (dont le nom complet est Notre-Dame de la Miséricorde) située à Ergersheim dans le Bas-Rhin, est fondée en 1895 par les moniales de l'abbaye Notre-Dame d'Oelenberg.

## Histoire

### Fondation
Durant tout le XIXe siècle, l'abbaye Notre-Dame d'Oelenberg est un monastère double abritant sous un même toit deux communautés trappistes, l'une masculine, l'autre féminine. Ces deux communautés ont été fondées entre 1815 et 1825 par les moines et les moniales qui étaient en exil hors de France durant les périodes révolutionnaire et impériale, respectivement à Kleinburlo et à Rosenthal, tous deux situés à Darfeld (de) en Westphalie. En 1825, les moniales, au nombre de trente-quatre, s'établissent dans le monastère que les moines trappistes ont fondé à leur retour d'exil.
Toutefois, les deux monastères connaissant une grande prospérité, au point de fonder plusieurs abbayes-filles, surtout en Allemagne et dans le Benelux ; les communautés s'agrandissant (les sœurs sont au nombre de 84 en 1893), Oelenberg devient trop petit et les trappistines cherchent un nouveau lieu. Elles s'établissent, au nombre de 80, le 6 décembre 1895 à Ergersheim, près de Molsheim dans le Bas-Rhin, dans l'abbaye qui prend le nom de « Notre-Dame d'Altbronn », du nom d'un pèlerinage local qui existe depuis 1397. L'abbaye est reconnue canoniquement le 8 juillet 1927.

### La maison d'Ergersheim
La demeure où elles s'établissent est une ancienne propriété nobiliaire construite par la famille Simonis en 1826. La propriété s'étend sur quatre hectares ; l'architecte Henri (ou Eugène) Dacheux se voit confier l'aménagement de l'ancienne demeure en abbaye. La première pierre en est posée le 9 septembre 1894.

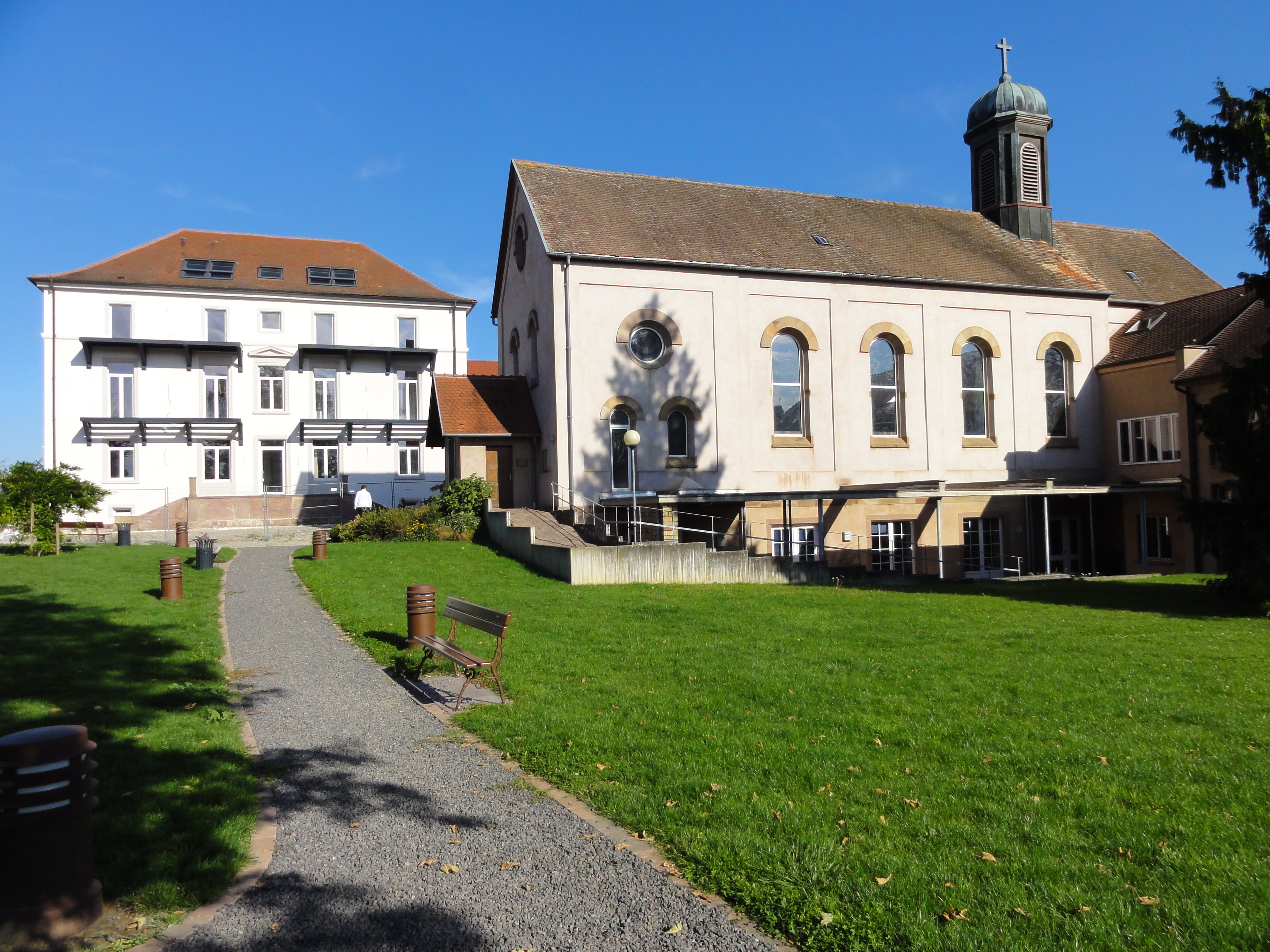
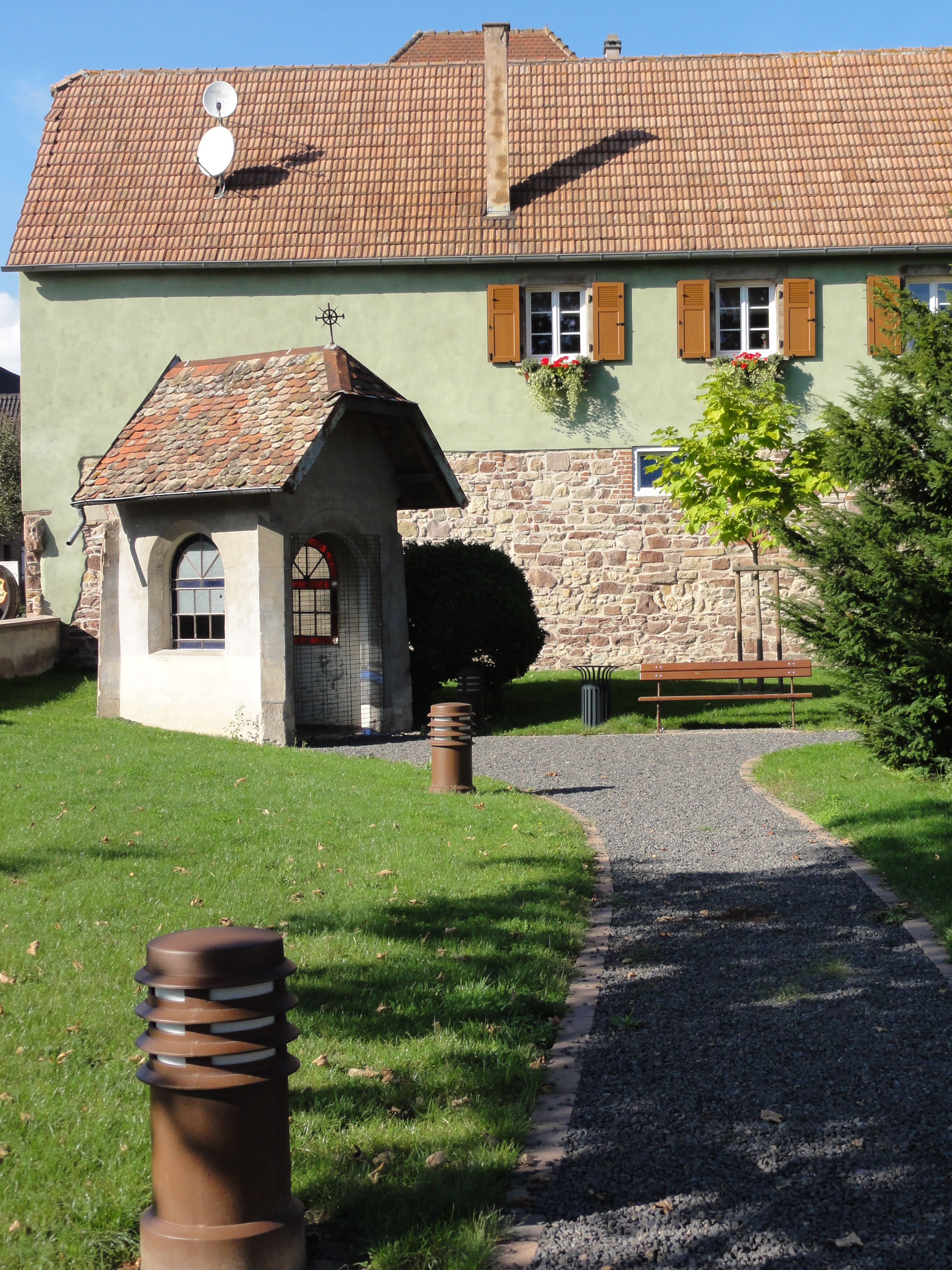
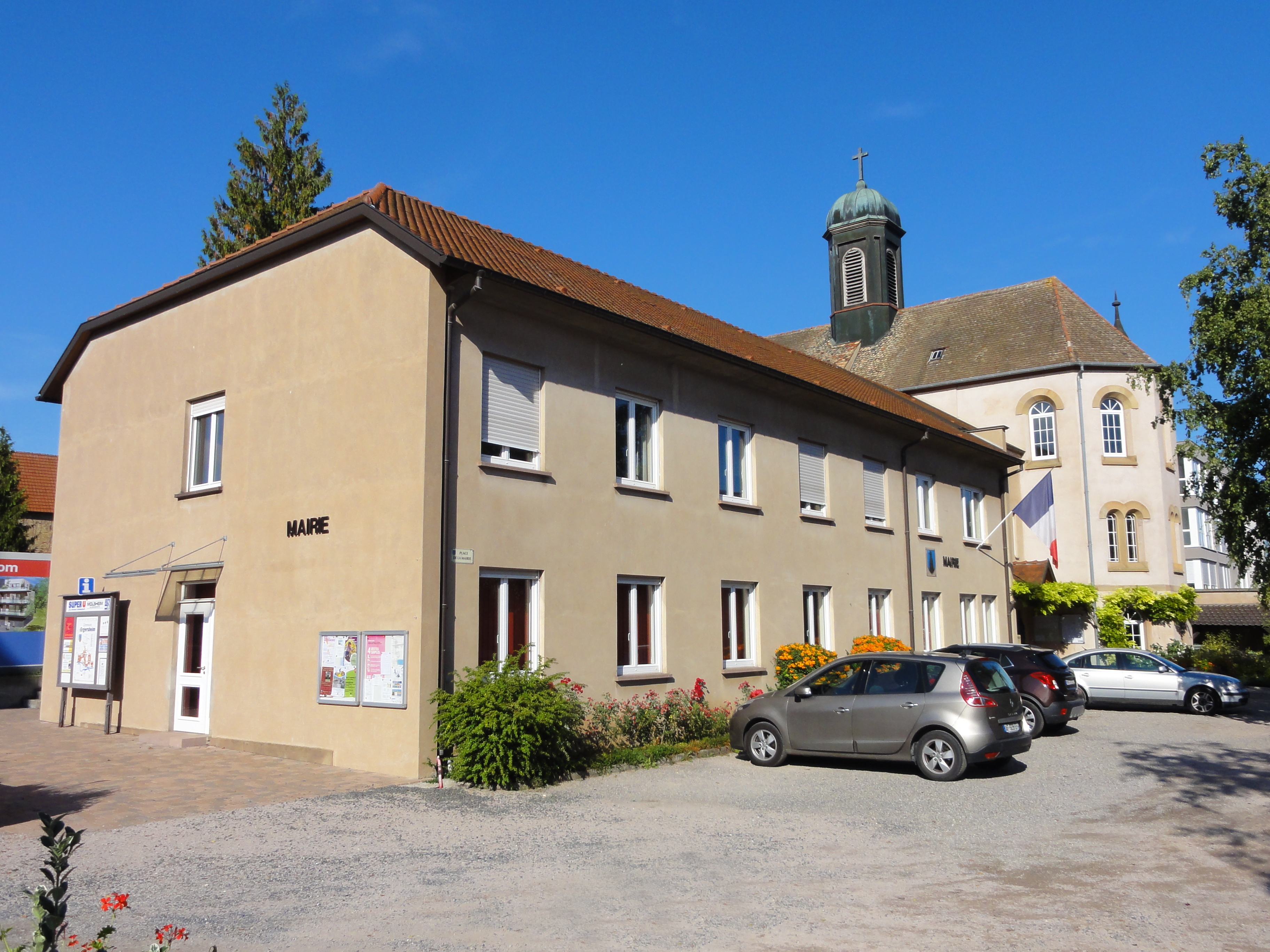

### Transfert à Baumgarten
Le 3 décembre 2009, la communauté, qui s'estime trop petite pour les locaux d'Altbronn (vingt religieuses en 2000, dix-sept en 2009) et qui par ailleurs se trouve gênée par l'accroissement démographique du village et le bruit croissant occasionné, prend la décision de vendre et de déménager dans l'ancienne abbaye cistercienne de Baumgarten, à une vingtaine de kilomètres, dans le village de Bernardvillé.

### Liste des abbesses
Durant l'exil
- Mère Augustin de Chabannes (de 1796 à 1801)
- Mère Edmond Paul de Barth (de 1801 à 1808)
- Mère  Helena Van de Broech (de 1808 au retour en 1825)[3].

À Oelenberg
- Mère  Helena Van de Broech (du 29 septembre 1825 au 12 mai 1826)
- Stanislas Schey (de 1826 au 26 décembre 1848)
- Joséphine Merklin (de 1849 à 1854)
- Humbeline Clercx (de 1854 à 1860)
- Pelagia Faulhaber (de 1860 au 18 janvier 1863)
- Élisabeth Van de Grootveen (de 1863 à 1866)
- Hieronyma Liétard (de 1866 au 21 janvier 1881)
- Raphael Lichtle (du 9 février au 27 décembre 1881)
- Scholastika Dibling (du 21 janvier 1882 au transfert à Ergersheim)[3].

À Ergersheim
- Scholastika Dibling (du 6 décembre 1895 au  30 octobre 1912)
- Léontine Grunder (du 30 octobre 1912 au 14 décembre 1918)
- Constantia Rotheigner (du 14 décembre 1918 au 14 décembre 1921)
- Léontine Grunder (à nouveau, du 14 décembre 1921 au 15 décembre 1927)
- Alphonsa Stauble (du 15 décembre 1927 au 24 mai 1930)
- Léontine Grunder (troisième et dernière fois, du 14 juin 1930 au 21 mars 1938)
- Ida Jordan (du 11 avril 1938  au 6 mai 1959)
- Hélène Naegelin (du 6 mai 1959 au 18 mai 1983)
- Anne-Marie Schwald (du 18 mai 1983 au 24 avril 2003)
- Marie-Odile Faller (du 9 mai 2003 au transfert à Baumgarten)[3].

À Baumgarten
Marie-Odile Faller (depuis le 3 décembre 2009).